# 40134 Marsili
40134 Marsili este o planetă minoră (asteroid), cu un diametru de 4,307 km, din centura de asteroizi. A fost descoperită pe 27 august 1998 la Colleverde⁠(d) de Vincenzo Silvano Casulli⁠(d). 
Obiectul prezintă o orbită caracterizată de o semiaxă mare de 2,7354041057195 UAi, o excentricitate de 0,27, o înclinație de 24,1 ° în raport cu ecliptica.